# François de Curel

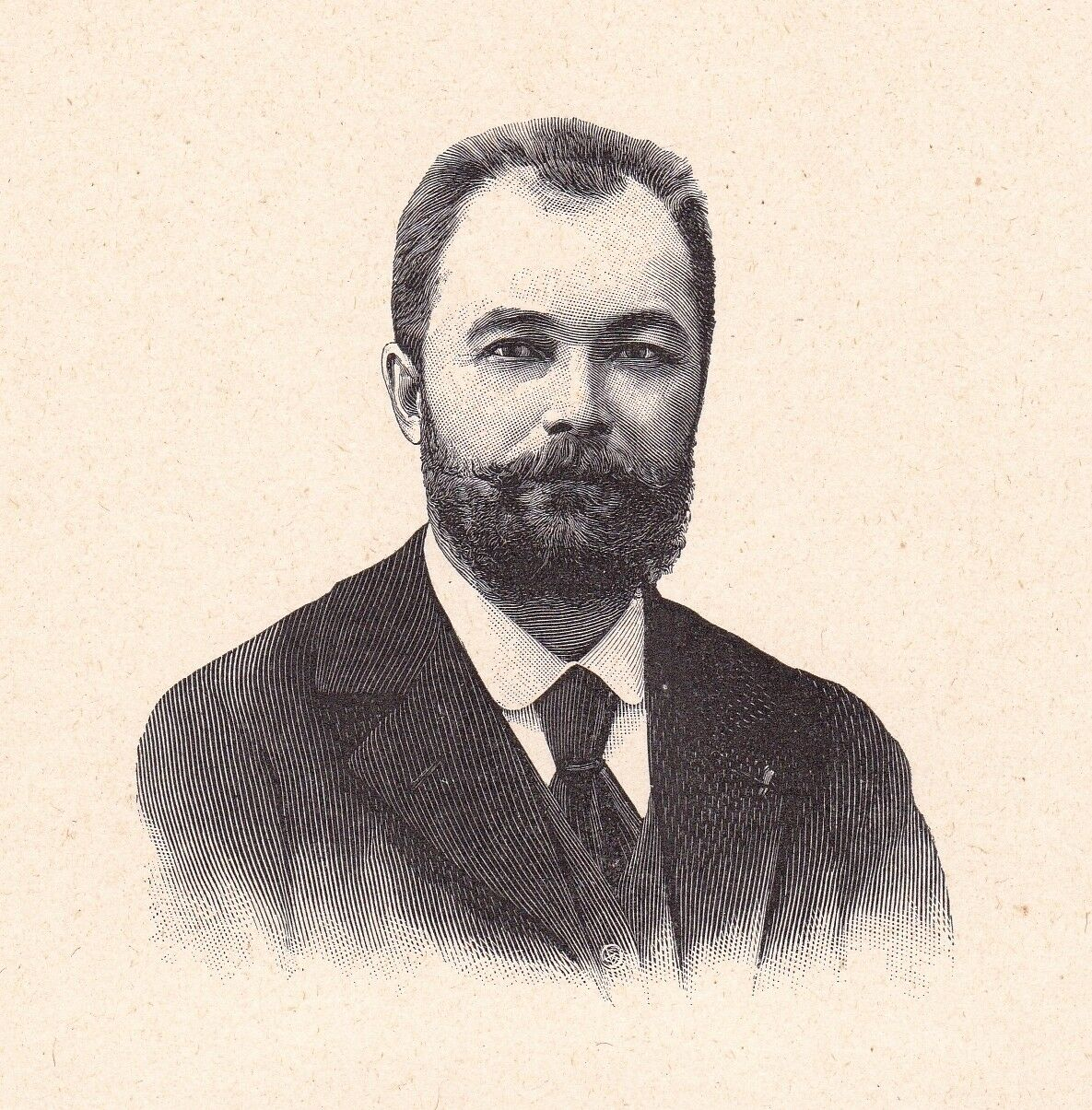
François de Curel

François Curel, vicomte de Curel, född 10 juni 1854, död 26 april 1928, var en fransk författare.
Curel utbildade sig till ingenjör, men förde därefter en oberoende lantjunkares liv. Under senare delen av sitt liv såg Curel som Frankrikes främste dramatiska författare. Han hade en benägenhet att koncentrera sina dramer kring problemfrågeställningar. På grund av sina lite allvarligare pjäser kom han ibland att betraktas som "Frankrikes Ibsen". Han debuterade 1889 med två romaner men skrev därefter uteslutande dramatik. På Théâtre libre uppfördes 1892 hans L'envers d'une sainte och Les fossiles. Den senare pjäsen är en skildring av en släktstolt adel i undergång, som in i det sista vill hävda sin ställning. Därpå följde L'invitée (1893), L'amour brode (1893), Le repas du lion (1897), samt La nouvelle idole (1899). Med den sistnämnda pjäsen framförde för första gången klasskampens problem på fransk scen. I La fille sauvage (1902) försökte Curel återge ett sammandrag av människans utveckling från förhistorien till den moderna civilisationen. Pjäsen blev ett misslyckande på scenen, men fick en stor läsekrets. Bland hans senare pjäser märks Le coup d'aile (1906), La danse devant le miroir (1914), L'âme en folie (1920), La comédie du génie (1921), L'ivresse du sage (1921), Terre inhumaine (1922), La viveuse et le moribond (1926), samt Orage mystique (1927). 
Särskilt med Terre inhumaine, som handlar om en fransk stridspilots kärleksnatt med en tysk prinsessa hade stor publik framgång. Curel invaldes 1919 i Franska akademin.